# The Holy Grail and Other Poems (Tennyson)
The Holy Grail and Other Poems – tomik wierszy dziewiętnastowiecznego angielskiego poety Alfreda Tennysona, opublikowany w Londynie w 1870 nakładem oficyny Strahan and Co., Publishers. Zbiór zawiera poematy The Coming of Arthur, The Holy Grail, Pelleas and Ettarre, The Passing of Arthur, Northern Farmer. New Style, The Golden Supper, The Victim, Wages, The Higher Pantheism, Lucretius i krótki wiersz Flower in the Crannied Wall.